# Uzwil
Uzwil [ˈutsʋɪl], bis 1964 offiziell Henau, ist eine politische Gemeinde im Wahlkreis Wil des ostschweizerischen Kantons St. Gallen.

## Geografie
Die einwohnermässig grösste Toggenburger Gemeinde liegt am Fluss Thur und besteht aus den Dörfern Niederuzwil, Uzwil, Henau, Algetshausen, Niederstetten, Oberstetten und Stolzenberg.
Der höchste Punkt liegt auf dem Vogelsberg mit 700 m ü. M., der tiefste an der Mündung des Flusses Glatt in die Thur mit 490 m ü. M. Dort befand sich die historische Grenze zwischen dem Fürstenland und dem Toggenburg. Der Bahnhof ist auf 564 m ü. M.
Die Gemeindefläche beträgt 14,5 km². Davon sind 9,6 km² Äcker und Wiesen, 2,4 km² Wald sowie 0,2 km² Gewässer.

### Gemeindeteile

#### Uzwil
Uzwil ist der Hauptort der Gemeinde Uzwil. Die durch die Industrie geprägte Ortschaft hat 4698 Einwohner und dient der Bevölkerung vorwiegend als Arbeits- und Geschäftsort, es gilt als wirtschaftliches Zentrum der Gemeinde. 
In Uzwil befindet sich die von Mackay Hugh Baillie Scott im Stil der Arts and Crafts Movement erbaute Villa Waldbühl, ein Kulturgut nationaler Bedeutung.

#### Niederuzwil

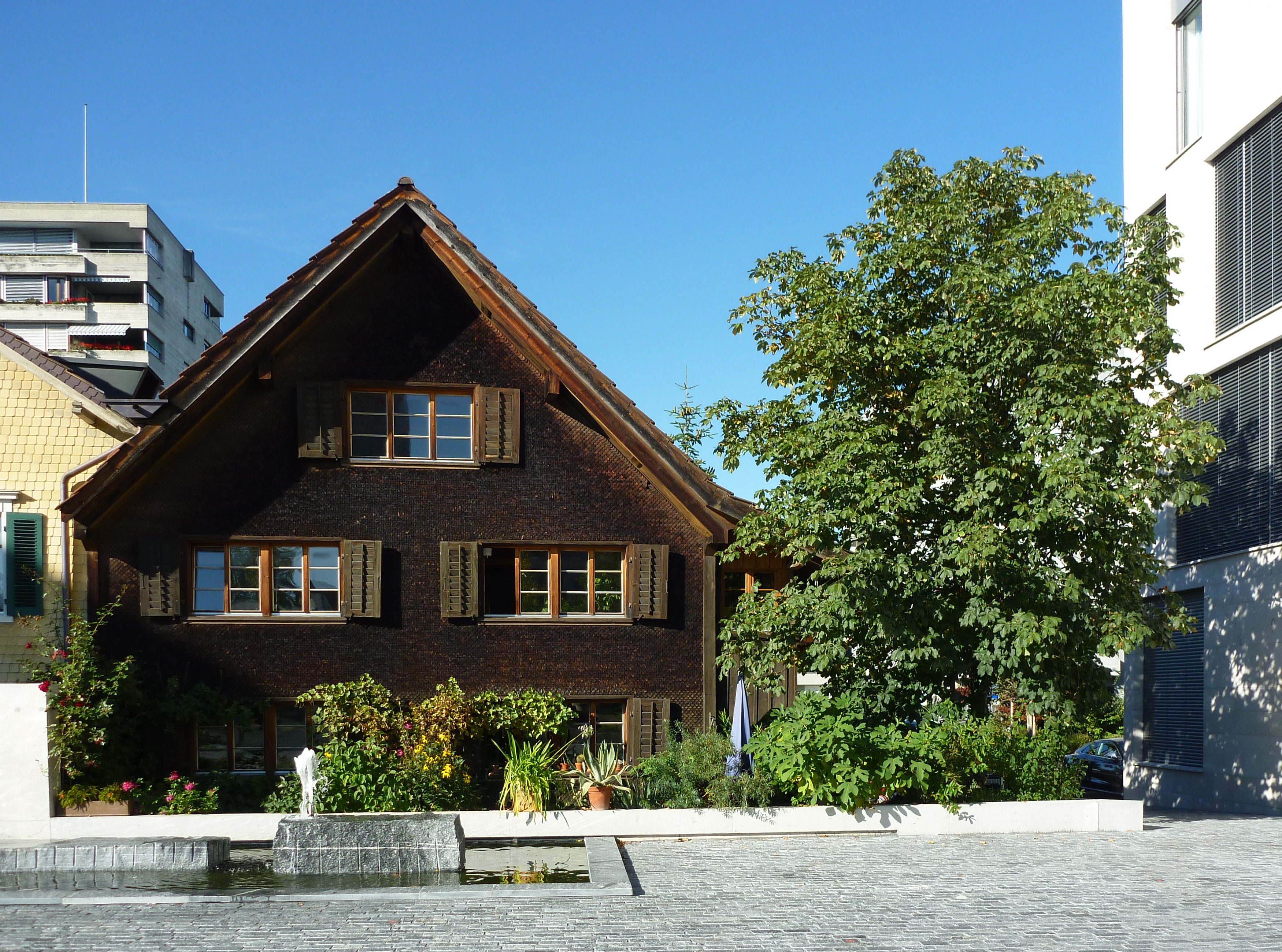
Geburtshaus von Oswald Heer in Niederuzwil

Das mit 5826 Einwohnern bevölkerungsmässig grösste Dorf der Gemeinde dient vorwiegend als Wohnquartier. Das Wahrzeichen des Dorfes, durch das die Uze fliesst, ist der im 17. Jahrhundert erbaute Kornspeicher. In Niederuzwil existieren verschiedene Freizeitanlagen, wie eine Tennishalle oder das Schwimmbad.
In der Oswald-Heer-Gasse steht das Geburtshaus des 1809 geborenen Botanikers Oswald Heer.

#### Henau
Henau ist das älteste Dorf und bis 1964 der Namensgeber der Gemeinde. Es hat 1483 Einwohner und befindet sich an der Thurebene. In Henau befindet sich das älteste Bauwerk der Gemeinde, der Kirchturm, welcher vor 1463 errichtet worden ist.

#### Algetshausen
Algetshausen befindet sich oberhalb Henau. Das 542 Einwohner umfassende Wohndorf besass seit 1927 einen eigenen Bahnhof, welcher bis Dezember 2013 von den Zügen der S-Bahn St. Gallen bedient wurde. Algetshausen hat eine alljährliche Chilbi.

#### Niederstetten
Niederstetten mit seinen 147 Einwohnern befindet sich an der Gemeindestrasse zwischen Henau und Schwarzenbach. Am westlichen Ende von Niederstetten an der Gemeindegrenze zu Jonschwil befindet sich der Hauptsitz sowie das regionale Verteilzentrum der Aldi Suisse. Davor wurde dort seit Jahrzehnten Kies abgebaut.

#### Oberstetten
Oberstetten befindet sich an der Strasse zwischen Algetshausen und Schwarzenbach, oberhalb von Niederstetten. Die durch dieses Dorf führende Strasse bekam 2001 den amtlichen Namen Oklahomastrasse, da die Einwohner das 130-Einwohner-Dorf in der Umgangssprache «Oklahoma» nennen.
Ober- und Niederstetten sind ländlich geprägt.

#### Stolzenberg
Der Weiler mit 61 Einwohnern befindet sich auf einer Anhöhe zwischen Uzwil und der Strasse Oberuzwil–Flawil. In der Nähe befindet sich der Stolzenbergweiher. Von Uzwil oder Niederuzwil aus ist die Pappel-Allee, welche sich vor Stolzenberg oberhalb der Bahnlinie befindet, gut sichtbar.

### Nachbargemeinden
- Oberuzwil (zusammengewachsen, südlich)
- Oberbüren (ca. 1 km nordöstlich von Niederuzwil)
- Zuzwil SG (ca. 4 km nördlich von Henau)
- Wil SG (ca. 6 km westlich von Henau)
- Jonschwil (ca. 4 km südwestlich von Uzwil)

## Bevölkerung
| Bevölkerungsverteilung | Bevölkerungsverteilung | Bevölkerungsverteilung |
| Dorf                   | Einwohner              | Einwohner              |
| ---------------------- | ---------------------- | ---------------------- |
| Dorf                   | 1. Jan. 2015           | 27. Jan. 2023          |
| Niederuzwil            | 5826                   | 6165                   |
| Uzwil                  | 4355                   | 4915                   |
| Henau                  | 1483                   | 1631                   |
| Algetshausen           | 542                    | 629                    |
| Niederstetten          | 147                    | 153                    |
| Oberstetten            | 130                    | 135                    |
| Stolzenberg            | 61                     | 88                     |

| Bevölkerungsentwicklung | Bevölkerungsentwicklung |
| Jahr                    | Einwohner               |
| ----------------------- | ----------------------- |
| 1850                    | 2264                    |
| 1900                    | 4898                    |
| 1950                    | 6885                    |
| 1980                    | 9724                    |
| 2000                    | 11957                   |
| 2020                    | 13284                   |

Uzwil hat 14'279 Einwohner (31. Dezember 2023) und ist einwohnermässig die fünftgrösste Gemeinde des Kantons St. Gallen, der Ausländeranteil beträgt 28,74 %.
| Altersklasse  | Anteil |
| ------------- | ------ |
| 0–19 Jahre    | 22 %   |
| 20–39 Jahre   | 28 %   |
| 40–59 Jahre   | 26 %   |
| 60–79 Jahre   | 19 %   |
| Über 80 Jahre | 5 %    |

34 % der Gemeindebewohner bezeichnen sich als katholisch, 18 % als evangelisch-reformiert (Jan. 2023). Die Muttersprachen sind wie folgt verteilt: 86,2 % Deutsch, 4,3 % Serbokroatisch, 3,0 % Albanisch, 2,6 % Italienisch. Die restlichen Sprachen sind untervertreten (2000).

## Wirtschaft
Das im Wirtschaftsraum Wil-Uzwil-Flawil gelegene Uzwil ist von der Industrie geprägt (siehe auch Abschnitt Geschichte).
Der grösste Arbeitgeber ist die Bühler AG (Technologieunternehmen im Bereich Lebensmittel und Druckguss) mit rund 2500 Mitarbeitern am Hauptsitz in Uzwil und 10'000 Mitarbeitern weltweit. Deren Umsatz betrug 2011 rund 2,1 Milliarden Franken. Die nächstgrössten Arbeitgeber sind die Behindertenwerkstätten Buecherwäldli mit 200 Mitarbeitern, die Alters- und Pflegeheime mit 190 Mitarbeitern, die Benninger AG mit 145 Beschäftigten und die Benninger Guss AG, Cleanfix Reinigungssysteme AG und SwissPrimePack AG mit je 110 Mitarbeitern. Zwei Drittel der Gemeindeflächen werden landwirtschaftlich genutzt.
Insgesamt existieren in Uzwil 6995 Arbeitsplätze, davon 3665 Plätze in 138 Betrieben im sekundären Sektor sowie 3241 Plätze in 500 Betrieben im tertiären Sektor. In der Landwirtschaft, Forst und im Gartenbau gibt es in 33 Betrieben 89 Arbeitsplätze (2019). Total zählt Uzwil 6069 Erwerbstätige, wovon 2833 in der Gemeinde Uzwil arbeiten (2000). Die Gemeinde hat 3698 Zupendler und 3236 Wegpendler (Stand 2000).

### Tourismus
Bezüglich der Aufenthaltsdauer in Hotels durch Touristen belegt Uzwil den ersten Rang unter Schweizer Städten: Die Gäste bleiben im Schnitt 4,2 Tage lang, gefolgt von Arosa (3,5 Tage). Insgesamt verzeichnete Uzwil 10'897 Ankünfte, davon 4762 durch ausländische Gäste. Auf 1000 Einwohner fallen 3609 Übernachtungen an (alle Zahlen mit Stand 2014). Die meisten Gäste verweilen geschäftlich in der Gemeinde.

### Verkehr

#### Individualverkehr

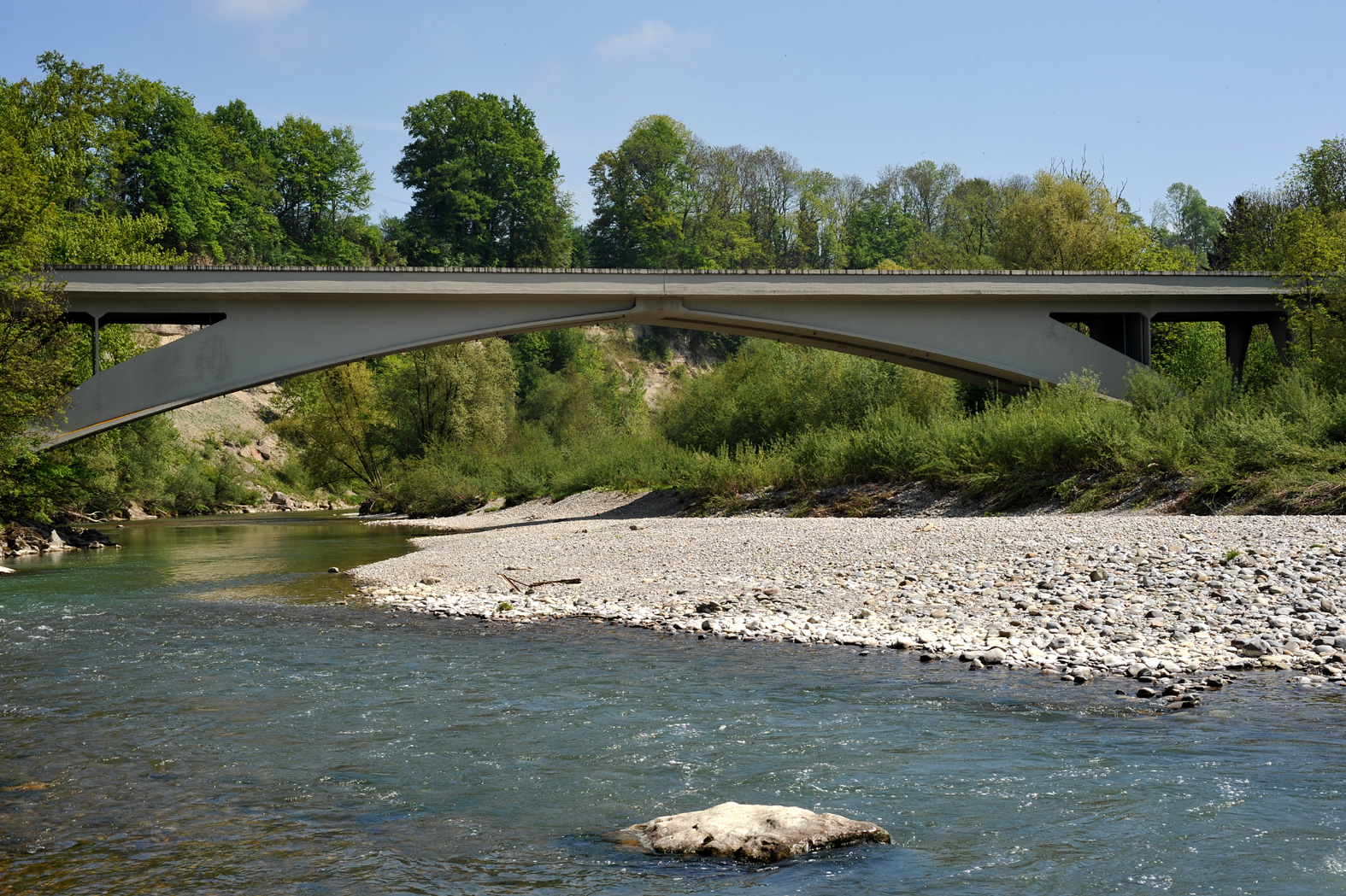
Maillart-Brücke am Felsegg

Autobahnbau 1967 am Felsegg, darüber die alte Schnellstrasse

Uzwil liegt an der Autobahn A1/E 60 Zürich-St. Margrethen (Ausfahrt Oberbüren-Uzwil) und an der Hauptstrasse 7. Die ehemalige, 1935 gebaute Schnellstrasse zwischen Gossau und Wil wurde auf Gemeindegebiet bis auf ein Reststück und der von Robert Maillart gebauten 72 Meter langen Thurbrücke am Felsegg bei Henau komplett abgetragen und durch die darauf erbaute und 1969 eröffnete Autobahn ersetzt.
Die Kantonsstrasse Nr. 38 (Hauptstrasse 444) von der Kantonsgrenze zwischen Bischofszell und Niederbüren nach Oberuzwil verläuft als Bahnhofstrasse durch Niederuzwil und Uzwil. Die Kantonsstrasse Nr. 54 verbindet Niederuzwil mit Flawil, und die Kantonsstrasse Nr. 119 führt von Henau aus über die Maillart-Brücke nach Zuzwil.
Mit dem Bau der Autobahn wurde 1968 als Autobahnzubringer eine vierspurige Strasse mit getrennten Fahrbahnen zwischen Oberbüren und dem Lindenplatz in Uzwil gebaut, ursprünglich war eine Weiterführung nach Oberuzwil geplant, die aber vom Volk mehrfach verworfen worden ist. Seit Ende der 1990er-Jahre ist die Strasse nach und nach auf zwei Spuren reduziert worden.

#### Langsamverkehr
- Wanderland Schweiz: Der Thur entlang bei Henau führt die Etappe 4 der regionalen Wanderroute 24, dem Thurweg (Abschnitt Schwarzenbach – Bischofszell).
- Veloland Schweiz: Die nationale Veloroute 5, die Mittelland-Route, führt ebenfalls der Thur entlang, dazu kommt die regionale Veloroute 95 (Thur-Route).

#### Schienenverkehr und ÖV

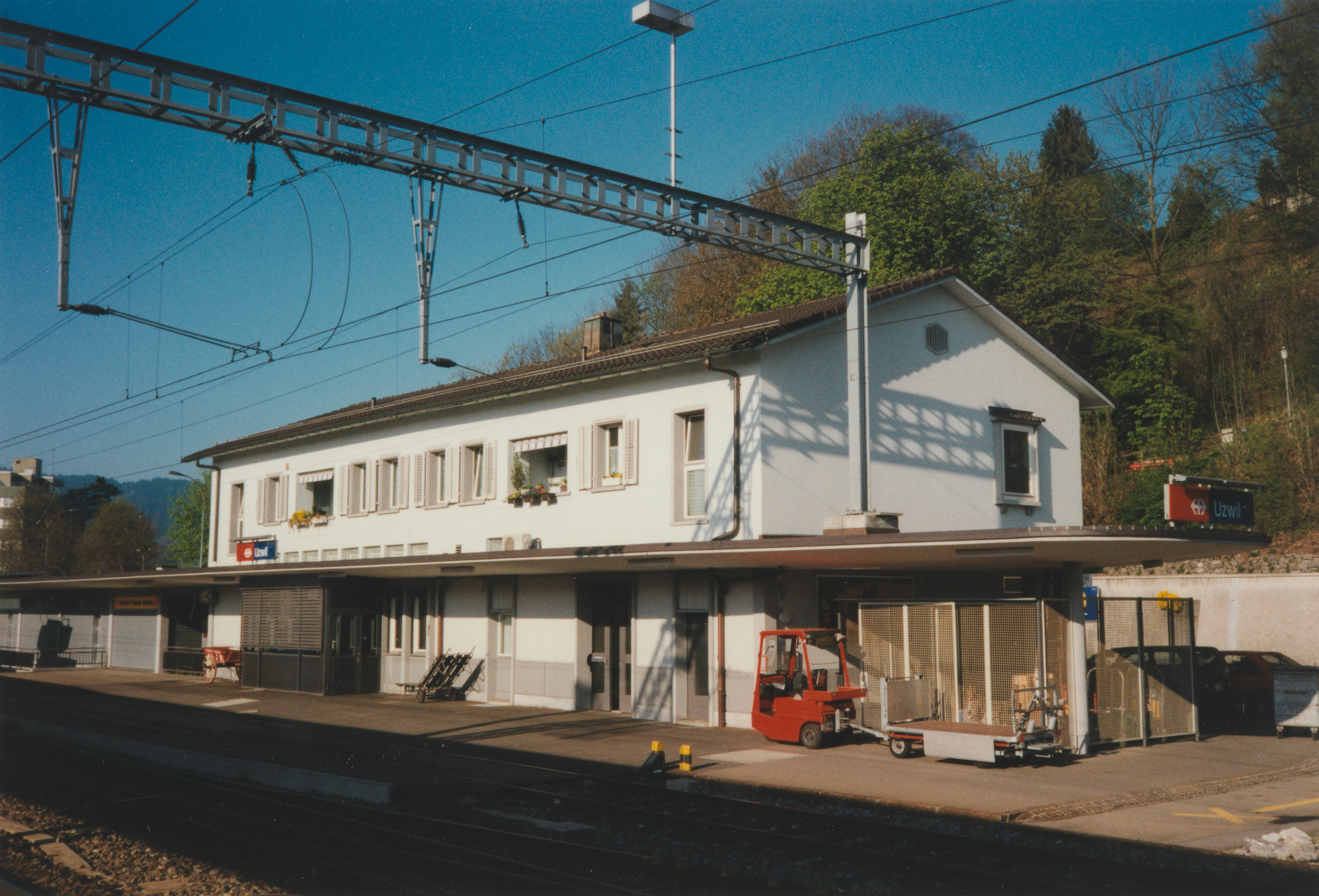
Bahnhof Uzwil (1997)

Uzwil liegt an der SBB-Bahnlinie Bahnstrecke St. Gallen–Winterthur. Auf Gemeindegebiet befindet sich der 1855 eröffnete Bahnhof Uzwil, der von den Gemeinden Uzwil und Oberuzwil getragen wird, sowie die 1927 eröffnete und 2013 stillgelegte Haltestelle Algetshausen-Henau. Die Bühler-Werkbahn zweigt auf Höhe des Bahnhofs Uzwil von der Bahnstrecke ab und führt ins Industriegelände der Firma Bühler AG.
Im Fernverkehr wird der Bahnhof Uzwil durch den InterCity 1 Genève-Aéroport – Bern – Zürich HB – St. Gallen  sowie den InterRegio 13 Zürich HB/St. Gallen – Sargans/Chur  bedient, dazu halten S-Bahnen der S-Bahn St. Gallen dort. Zudem verkehren im Nachtnetz am Wochenende die  SN21 Winterthur – Wil – St. Gallen  und  SN22 Winterthur – Wil – St. Gallen – St. Margrethen – Heerbrugg . Den Busverkehr übernehmen Postautos sowie der Regiobus.

## Politik und Gemeindeorganisation
Das oberste Organ ist die Bürgerversammlung, welche im April und im November stattfindet.
Der Gemeinderat besteht aus sieben Mitgliedern, zwei davon sind vollamtlich eingestellt. Der Gemeinderat ist in einem Ressortsystem organisiert. Gemeindepräsident ist Lucas Keel (CVP).
Bei den Schweizer Parlamentswahlen 2019 betrugen die Wähleranteile in Uzwil: SVP 33,3 %, CVP 20,7 %, FDP 14,1 %, SP 12,4 %, Grüne 8,9 %, glp 6,2 %, EVP 1,4 %, EDU 1,0 %, BDP 0,9 %.

## Geschichte

### Mittelalter
An der Ringstrasse und in der Ergeten wurden frühmittelalterliche Flachgräber entdeckt, die nicht genau datiert werden können. Im Grab an der Ringstrasse in Niederuzwil wurde das nach Osten ausgerichtete Skelett eines Mannes geborgen, der in seinen 40ern verstarb und der etwa 184 cm gross war. Das Frauengrab in der Ergeten enthielt Schmuck und Perlen.
Henau wurde 754 als Villa Aninauva in der sogenannten Henauer Urkunde erstmals erwähnt; der Ortsname bedeutet «Au des Anno». Henau gilt als Ursprung der Gemeinde. In der genannten  Urkunde wurden auch benachbarte Dörfer erstmals erwähnt, so unter anderem Wil SG oder Wilen bei Wil (ist nicht geklärt), Rickenbach, Züberwangen, Weieren oder Dussnang. In der besagten Urkunde vermachte ein Rotphald seine Besitztümer dem Kloster St. Gallen. Er wollte dadurch sicherstellen, dass seine Seele in den Himmel kommt. Zu dieser Zeit existierte höchstwahrscheinlich bereits ein Gotteshaus in Henau. Belegt ist ein Neubau um 800 und eine Urkunde von 893.
Uzwil wird erstmals 819 als Uzzinwilare erwähnt, was «Hof des Uzo» bedeutet. Uzzinwilare umfasste damals das weite Gebiet des heutigen Niederuzwil bis Oberuzwil.

### Vorindustrielle Geschichte
Algetshausen ist 854 erstmals urkundlich erwähnt. Die älteste Erwähnung von Niederuzwil datiert von 1277, diejenige von Oberstetten von 1322 und von Niederstetten von 1324. Ober- und Niederstetten wurden während der Appenzellerkriege 1403 durch die Appenzeller verwüstet.
Die jetzige Henauer Kirche ist um das 15. Jahrhundert errichtet worden. In der Reformationszeit durften die katholischen Pfarrer in Henau, nachdem die Bauern sich gegen den Zehnten wehrten, zwischen 1527 und 1541 keine Gottesdienste mehr abhalten. Anschliessend durften beide Konfessionen die Kirche bis zum Bau der eigenen reformierten Kirche in Niederuzwil im Jahre 1871 verwenden. Dennoch sind mehrere Konflikte zwischen den Katholiken und Reformierten bekannt, welche teilweise gewalttätig wurden. So gab es 1707 bei Auseinandersetzungen an einem Kirchweihabend einen Todesfall und zwei Schwerverletzte. 1709 kam der evangelische Schulmeister um, im Gegenzug wurde der katholische Pfarrer gefangen genommen, das Pfarrhaus geplündert und der katholische Schulmeister ermordet. Zwei weitere Männer verloren ihr Leben. Während des Toggenburgerkriegs 1712 wurde Henau geplündert und verbrannt.
Niederuzwil erhielt 1556, Niederstetten 1559 und Algetshausen 1571 das Dorfrecht.
Die Pest forderte 1611 und 1629 viele Opfer. Durch Missernten gab es Auswanderung, so sind 1771 Auswanderungen nach Pommern bekannt. Um ca. 1820 ist nach mehreren Missernten ein Teil der Bevölkerung an Hunger gestorben, andere wiederum wanderten nach Amerika aus.
Mit Gründung der Helvetischen Republik 1798 wurde die Gemeinde Henau erschaffen. 1803, mit der Gründung des Kantons St. Gallen, entstand die heutige politische Gemeinde Henau, zu der die fast unbesiedelte Gegend des heutigen Uzwil gehörte. Um diese Zeit war die Landwirtschaft fast die einzige Einnahmequelle gewesen.

### Industrialisierung und neuere Geschichte

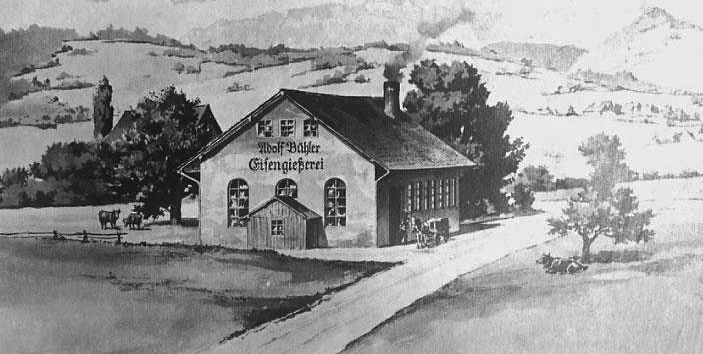
Eisengiesserei Adolf Bühler, ca. 1860

Weberei Zweifel AG (Felsegg, Henau), 1931

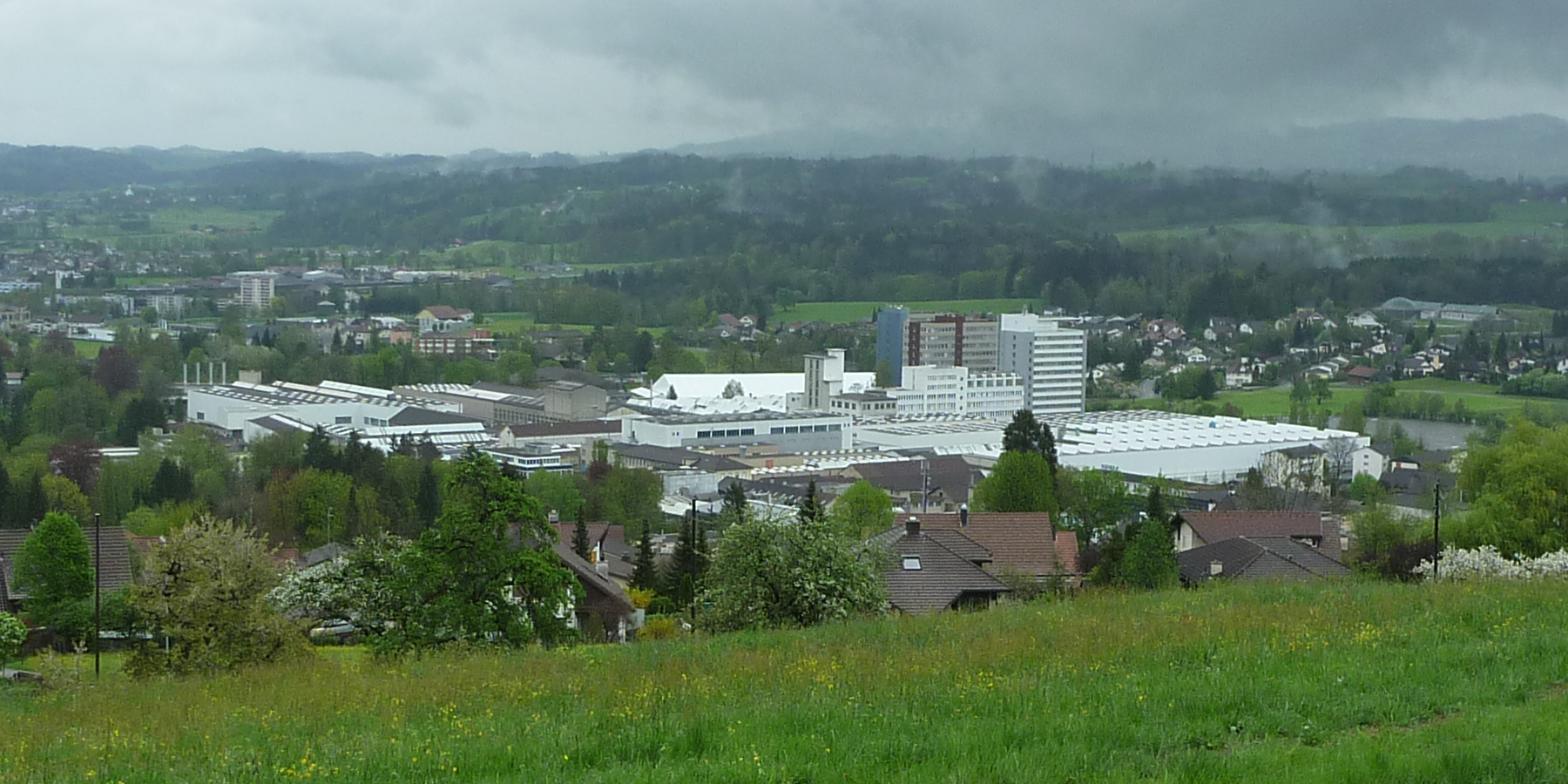
Bühler-Areal in Uzwil, 2010

Der Niederuzwiler Industrielle Mathias Naef (1792–1846) eröffnete 1821 eine mechanische Weberei, die Mathias Naef & Cie. Dies gilt als Grundstein für die Industrialisierung Uzwils.
Am 25. Dezember 1855 wurde die Bahnlinie der Sankt Gallisch-Appenzellische Eisenbahn Wil–Flawil mit dem Bahnhof «Uzwil» eingeweiht. Ursprünglich war ein Bahnverlauf von Schwarzenbach über den Bettenauerweiher und Oberuzwil nach Flawil geplant. Matthias Naef konnte jedoch seine Pläne für einen anderen Bahnverlauf durchsetzen, so dass die Linie jetzt über Algetshausen und zwischen Nieder- und Oberuzwil verläuft und so der Niederuzwiler Industrie Auftrieb gab.
Die neu gebaute Eisenbahnlinie sowie die Wasserkraft des Flusses Uze bewegten 1859 die Gebrüder Benninger, sich dort niederzulassen. 1860 kaufte Adolf Bühler sen. aus der Hombrechtiker Industriellenfamilie Bühler von Benninger ein Grundstück ab und eröffnete dort eine Eisengiesserei. Die Naefsche Weberei, die Eisenbahnlinie, sowie die Industrien von Benninger und Bühler verursachten einen Einwohnerschub in Uzwil.
Die Bahnhofstrasse als Verbindung zwischen dem Bahnhof Uzwil und der Wasserheilanstalt Bad Buchenthal bei Oberbüren, welche 1843 bis 1907 existierte, wurde aufgewertet; und es entstanden Restaurants und Hotels zur Beherbergung dortiger Gäste, welche «… zwar gar nicht von Schweizern, die aus dortiger Gegend alle nach Buchenthal gehen, wohl aber von Ausländern aus weiterer Ferne in hinlänglicher Anzahl besucht» (Ch. Schildbach: ) wurden. Die Bahnhofstrasse wurde, wie entsprechende Ansichtskarten belegen, durch Besuche Adliger auch als Kaiserstrasse bezeichnet.
Die drei grossen Uzwiler Firmen gingen im Laufe der Zeit unterschiedliche Wege. Die Naefsche Weberei hatte um die Jahrhundertwende 1900 noch rund 1000 Mitarbeiter, wurde aber schon 1914 von Peter Zweifel übernommen. Die Peter Zweifel AG, Weberei Felsegg wurde 1971 stillgelegt. Dagegen sind Benninger und Bühler heute zwei global tätige Unternehmen.
Die heutige Katholische Kirche in Niederuzwil wurde 1934 auf dem ehemaligen Firmengelände der Mathias Naef & Cie. errichtet, nachdem das katholische Pfarramt 1932 das Gelände von Peter Zweifel abkaufen konnte.
Niederuzwil besass von 1872 bis 2017 eine Poststelle. In Uzwil eröffnete an der Schützenstrasse 1945 die erste Migros. 1978 wurde diese durch den Migros-Supermarkt am «Steinacker» abgelöst, die sich neben dem damaligen Kaufhaus Schmid ansiedelte; 2021 zog die Migros in die Lindenstrasse um. 1971 fusionierte der Coop mit dem «Allgemeinen Konsumverein Uzwil und Umgebung». Der Laden an der Lindenstrasse wich 1999 dem neu erbautem Coop an der Wattstrasse. In Niederuzwil hingegen wurde die 1957 an der Ochsenkreuzung eröffnete Migros 2001 geschlossen. Hingegen sind dort der Coop, der Denner (seit 1974), die Aldi (seit 2008) sowie der Lidl (seit 2009) bestehend. 

### Namen
Vor dem Bau der Bahnlinie gab es Uzwil an sich nicht. Von 1850 bis rund 1880 wurde zunächst nur der Bahnhof als Uzwil bezeichnet. Es war die erste Erwähnung Uzwils, denn vorher war nur von Niederuzwil und Oberuzwil die Rede. Bis dato wurden die Siedlungen nach den Weilern Gupfen, Hub, Zahnershub oder Vogelsberg genannt.
Im Laufe der Jahrzehnte wurde Uzwil mit seiner exportorientierten Maschinenindustrie zur geläufigen Ortsbezeichnung. Um 1880–1885 war schliesslich erstmals von einem Dorf namens «Uzwil» die Rede. Mit der weiteren Expansion des Dorfes Uzwil änderte die Gemeinde schliesslich 1962 ihren Namen von Henau in Uzwil.

## Bildung
Neben Kindergarten, Primarschulen und Oberstufenangeboten hat Uzwil ein Berufsbildungszentrum. Der Schwerpunkt dieses Zentrums liegt in gewerblich-industriellen, kaufmännischen und Verkaufsberufen.
Zusätzlich liegt die zentrale Ausbildungsstätte des Schweizerischen Verbandes für Wand- und Dachwirtschaftliche Schulen in Uzwil.

## Sport

### Eishockey
Das Elite-Team des lokalen Clubs EHC Uzwil spielt momentan in der Regio League. Der 1941 gegründete Klub qualifizierte sich 1971/72 für die Aufstiegsrunde in die Nationalliga A. In den 1980er-Jahren nahm er mehrere Jahre am Spielbetrieb der Nationalliga B teil, musste dann aus finanziellen Gründen absteigen. Zur Jahrtausendwende wurde er Amateur-Schweizermeister, verzichtete aber auf den Aufstieg in die NLB.
Die Nachwuchsabteilung des EHC Uzwil gehört zu den besten der Schweiz, und aus ihr sind wiederholt Nationalspieler hervorgegangen (Sven und Lars Leuenberger, Mathias Seger, Andy Ton, Vjeran Ivanković). In zwei Alterskategorien ist Uzwil in der höchsten Spielklasse vertreten.
Gespielt wird in der 1961 gebauten und 1984 überdachten Kunsteisbahnhalle «Uzehalle». Zu der Eishalle gehört auch eine Curlinghalle. Dort begann unter anderem Ralph Stöckli seine Karriere.

### Andere Sportarten
Neben dem Eishockey ist Uzwil auch durch seinen 1966 gegründeten Badmintonclub Uzwil geprägt, der in der NLA vertreten ist und 2013/14 sowie 2014/15 Schweizer Meister wurde. Daneben gibt es einen Skiclub und einen Radsportverein.
In Henau befindet sich ein Leichtathletikplatz, das Rüti, wo unter anderem der FC Uzwil Fussball in der 1. Liga spielt. Rasensportanlagen hat es mehrere in der Gemeinde verteilt.
Zusätzlich befinden sich auf Gemeindegebiet eine Bocciahalle, eine Tennishalle sowie Tennisplätze.

## Freizeit und Vereine
Das Uzwiler Schwimmbad entstand in den 1930er-Jahren im Rahmen eines Beschäftigungsprogramms. Dieses wurde in den 1980er-Jahren grundlegend renoviert. 2006 wurde ein Nachbau des Schwimmbades Uzwil im Pishina-Europark in Zllakuqan, Kosovo, eröffnet.
Das Kino City mit zwei Sälen befindet sich im Zentrum. Ebenfalls in Zentrumsnähe befindet sich die Freizeitwerkstatt sowie eine Bibliothek. Die Galerie zur alten Bank befindet sich in Niederuzwil. Es existieren zwei Pfadfinderabteilungen sowie zwei Musikvereine. Seit 1921 gibt es überdies den Jodlerclub Uzwil.

## Soziales
Für die Vorsorge existieren die Alters- und Pflegeheime Sonnmatt und Marienfried. Die Werkstätten Buecherwäldli beschäftigen Menschen mit unterschiedlichen Behinderungen oder Beeinträchtigungen. In Niederuzwil ist die von den Pallottinerinnen («Missionsschwestern vom Katholischen Apostolat») gegründete Thurklinik (ehemals Klinik Marienfried) tätig, welche sich vor allem auf Frauenheilkunde spezialisiert hat.

## Persönlichkeiten
- Gülsha Adilji (* 1985), Fernsehmoderatorin
- Amanda Ammann (* 1987), Miss Schweiz 2007
- Margrith Bigler-Eggenberger (1933–2022), erste Bundesrichterin der Schweiz
- Bühler (Unternehmerfamilie), darunter:
  - Adolf Bühler sen. (1822–1896), Unternehmer
  - Adolf Bühler jun. (1869–1939), Unternehmer und Politiker (FDP)
  - Marcelle Bühler (1913–2002), Skirennfahrerin
  - René Bühler (1905–1987), Unternehmer und Politiker (FDP), Nationalrat
  - Rolf Bühler (1903–1992), Politiker (FDP), Nationalrat
  - Urs Bühler (1943–2025), Unternehmer
- Judith Durot (* 1963), Kantonsrätin (Grüne)
- Urs Paul Engeler (* 1950), Journalist
- Mathias Eggenberger (1905–1975), ehemaliger Gemeindepräsident von Henau
- Kevin Fiala (* 1996), Eishockeyspieler
- Otto Glaus (1914–1996), Architekt
- Heidi Maria Glössner (* 1943), Schauspielerin
- Bernhard Guhl (* 1972), Politiker (BDP), Nationalrat
- Oswald Heer (1809–1883), Paläontologe, Botaniker und Entomologe
- Daniel Hell (* 1944), Psychiater und Psychotherapeut
- Richard Jäckle (1912–1990), deutscher Politiker (SPD), Vorsitzender des Landesverbands Baden
- Karin Keller-Sutter (* 1963), Politikerin (FDP), Bundesrätin
- Lars Leuenberger (* 1975), Eishockeyspieler
- Sven Leuenberger (* 1969), Eishockeyspieler, 124-facher Nationalspieler
- Elmar Mäder (* 1963), Kommandant der Päpstlichen Schweizergarde
- Ivan Martić (* 1990), Fussballer
- Heinz Misteli (* 1936), Eisenplastiker, Maler und Restaurator
- Rudolf Moser (1892–1960), Komponist
- Erich Müller (1938–2019), Industriemanager und Politiker (FDP), Nationalrat
- Paul Müller (1895–1966), Politiker (KVP), St. Galler Regierungsrat
- Thomas Müller (* 1952), Politiker (CVP und SVP), Nationalrat
- Marcel Niederer (* 1960), Eishockeyspieler
- Emanuel Peter (* 1984), Eishockeyspieler
- Fuad Rahimi (* 1998), kosovarisch-schweizerischer Fussballspieler
- Emanuel Reiter (* 1984), Musiker
- Samuel Friedrich Rikli (1829–1885), Unternehmer und Politiker
- Pia Roshardt-Meinherz (1892–1975), Malerin, Weberin, Stickerin, Zeichnerin, Kunstpädagogin und Illustratorin
- Christian Rutishauser (* 1965), jesuitischer Theologe
- Ralph Stöckli (* 1976), Curler, Skip an den Olympischen Winterspielen 2006
- Hans Thomann (* 1957), Maler und Bildhauer
- Thomas Walser (* 1982), Eishockeyspieler
- Lotty Wohlwend (* 1965), Schriftstellerin und Filmemacherin
- Heidi Wunderli-Allenspach (* 1947), Biologin, Rektorin der ETH Zürich
- Luca Homberger (* 1991), Eishockeyspieler
- Lavdim Zumberi (* 1999), Fussballspieler